# 安庆专区
安庆专区，中华人民共和国安徽省已撤销的专区，在今安徽省西南部。
1949年置，属皖北行署区，专员公署驻安庆市。辖安庆市及怀宁、望江、宿松、太湖、岳西、潜山、桐城、桐庐8县。1951年，桐庐县因与浙江省桐庐县重名，更名湖东县。1952年，安庆专区改属安徽省，安庆市改由省直辖。同年，划入原池州专区的铜陵、贵池、青阳、至德、东流5县。专区辖13县。1955年，湖东县更名枞阳县。1957年，原由省直辖的安庆市划归安庆专区。1958年，原由省直辖的铜官山市划归安庆专区，并改名铜陵市；撤销铜陵县，并入铜陵市。专区辖2市、12县。
1959年，安庆市升地级市。同年，专区辖县作以下调整：
1. 撤销怀宁、望江2县，合设怀望县；
2. 撤销东流、至德2县，合设东至县；
3. 撤销青阳县，并入贵池县。

调整后，安庆专区辖1市、9县。
1960年，恢复铜陵县。1961年，恢复青阳县；撤销怀望县，复设怀宁、望江2县。1965年，贵池、青阳、东至、铜陵4县划归池州专区。专区辖1市、8县。

## 安庆地区
1971年，撤销安庆专区，改置安庆地区。
1988年撤销，所辖桐城、怀宁、枞阳等8县划归安庆市，东至、石台、贵池三县划归池州地区。同时撤销贵池县、设立贵池市，为池州地区行政公署驻地。